# José Celso Martinez Corrêa
Martinez Corrêa est un nom portugais ; le premier nom de famille (d'usage facultatif) est Martinez et le second est Corrêa.
José Celso Martinez Corrêa, aussi connu sous le nom de Zé Celso, né le 30 mars 1937 à Araraquara (Sao Paulo) et mort le 6 juillet 2023 à Sao Paulo, est un écrivain, comédien et metteur en scène brésilien, fondateur du Teatro Oficina (pt) en 1957,.